# Baita di Piic
La baita di Piic è una baita situata in Val Gerola, in località Picco (in dialetto locale "Piic"), a quota 1857 m s.l.m., e fu indicata dalle brigate partigiane come potenziale rifugio per Mussolini nel 1945, alla fine della seconda guerra mondiale.

## Storia
La baita, posta sotto il Torrione di Tronella, fu inizialmente utilizzata come sede provvisoria del comando partigiano dopo il novembre del 1944.
In seguito alla cattura di Mussolini con la compagna Claretta Petacci ed alcuni gerarchi, presi in custodia dalla 52ª Brigata Garibaldi "Luigi Clerici" presso Dongo, il comandante "Gek" (Federigo Giordano) accolse la richiesta del comando Corpo volontari della libertà di Milano di predisporre segretamente un luogo sicuro in cui tenere in custodia i membri dello stato maggiore della Repubblica Sociale Italiana, in quanto si voleva evitare che finissero in mano agli Alleati e si riteneva opportuno che fossero giudicati in Italia. La scelta del "rifugio" ricadde sulla baita di Picco, che era collocata in una posizione piuttosto strategica: vi si poteva accedere mediante una strada ferrata a rotaie inclinata, dotata di carrello trainabile e parallela alla condotta forzata della centrale idroelettrica di Gerola Alta, che attingeva al bacino artificiale di Trona. Tale strada, se chiusa, avrebbe reso difficile l'accesso alla baita, la quale si sarebbe potuta raggiungere soltanto a piedi.
Confermata l'agibilità del luogo prescelto, però, il rifugio non ospitò i dirigenti del partito fascista: questi infatti furono uccisi inaspettatamente a Giulino di Mezzegra, sul lago di Como.

## Accessibilità
La baita è raggiungibile tramite i seguenti itinerari:
- Pescegallo(stazione della seggiovia),accessibile in automobile (m. 1454 s.l.m.)-Val Tronella (m. 1630 s.l.m.)-Baita di Piic (m. 1857 s.l.m.)[5]
- Pescegallo(stazione della seggiovia), accessibile in automobile (m. 1454 s.l.m.)-Rifugio Salmurano (m. 1848 s.l.m.)-passo di Salmurano-Rifugio Cesare Benigni (m. 2178 s.l.m.)-Bocca di Trona-Lago di Trona (m. 1806 s.l.m.)-Baita di Piic (m. 1857 s.l.m.)[6]

## Ascensioni
Dalla località Picco è possibile procedere verso altre mete panoramiche:
- Lago di Trona, passando per la Valle della Pietra[5]
- Lago Zancone, passando per la Valle della Pietra[5]
- Rifugio Cesare Benigni, passando per la Bocca di Trona[6]